# Elecciones regionales de Pasco de 2014
Las elecciones regionales de Pasco de 2014 se llevaron a cabo el 5 de octubre de 2014 para elegir al presidente regional, al vicepresidente regional y al Consejo Regional para el periodo 2015-2019. La elección se celebró simultáneamente con elecciones regionales y municipales (provinciales y distritales) en todo el Perú. La segunda vuelta regional se llevó a cabo el 7 de diciembre de 2014.

## Sistema electoral
El Gobierno Regional de Pasco es el órgano administrativo y de gobierno del departamento de Pasco. Está compuesto por el presidente regional, el vicepresidente regional y el Consejo Regional.
La votación se realiza en base al sufragio universal, que comprende a todos los ciudadanos nacionales mayores de dieciocho años, empadronados y residentes en el departamento de Pasco y en pleno goce de sus derechos políticos.
El presidente y vicepresidente regional son elegidos por sufragio directo. Para que un candidato sea proclamado ganador debe obtener no menos de 30 % de votos válidos. En caso ningún candidato logre ese porcentaje en la primera vuelta electoral, los dos candidatos más votados participan en una segunda vuelta o balotaje.
El Consejo Regional de Pasco está compuesto por 9 consejeros elegidos por sufragio directo para un período de cuatro (4) años. La votación es por lista cerrada y bloqueada. Cada provincia del departamento de Pasco constituye una circunscripción electoral. La votación es por lista cerrada y bloqueada. Se asigna a la lista ganadora los escaños según el método d'Hondt. La distribución y el número de consejeros regionales es la siguiente:
| Circunscripción        | Escaños | Mapa |
| ---------------------- | ------- | ---- |
| Oxapampa y Pasco       | 4       |      |
| Daniel Alcides Carrión | 1       |      |

## Composición del Consejo Regional de Pasco
La siguiente tabla muestra la composición del Consejo Regional de Pasco antes de las elecciones.
| Partidos | Partidos                         | Consejeros |
| -------- | -------------------------------- | ---------- |
|          | Somos Perú                       | 3          |
|          | Alianza Regional Todos por Pasco | 3          |
|          | Concertación en la Región        | 2          |
|          | Fuerza 2011                      | 1          |

## Partidos y candidatos
A continuación se muestra una lista de los principales partidos y alianzas electorales que participaron en las elecciones:
| Candidatura | Candidatura | Partidos y alianzas                                       | Candidato | Candidato                  | Ideología                                                          | Resultado previo | Resultado previo | Ref. |
| Candidatura | Candidatura | Partidos y alianzas                                       | Candidato | Candidato                  | Ideología                                                          | Votos (%)        | Con.             | Ref. |
| ----------- | ----------- | --------------------------------------------------------- | --------- | -------------------------- | ------------------------------------------------------------------ | ---------------- | ---------------- | ---- |
|             | SP          | Lista - Somos Perú (SP)                                   |           | Edson Carbajal Shiraishi   | Democracia cristiana Conservadurismo social                        | 29.31%           | 3                |      |
|             | FAA         | Lista - Movimiento Regional Frente Andino Amazónico (FAA) |           | Miguel Quispe Palomino     | Regionalismo pasqueño                                              | 24.17%           | 3                |      |
|             | C           | Lista - Concertación en la Región (Concertación)          |           | Herless Laureano Mauricio  | Regionalismo pasqueño                                              | 14.56%           | 2                |      |
|             | FP          | Lista - Fuerza Popular (FP)                               |           | Teódulo Quispe Huertas     | Fujimorismo Conservadurismo social Populismo de derecha            | 12.25%           | 1                |      |
|             | APP         | Lista - Alianza para el Progreso (APP)                    |           | Wilfredo Bermúdez Alvarado | Liberalismo económico Conservadurismo liberal Populismo de derecha | 7.70%            | 0                |      |
|             | AP          | Lista - Acción Popular (AP)                               |           | Ángel Ricra López          | Partido atrapalotodo                                               | Nuevo            | Nuevo            |      |
|             | UPP         | Lista - Unión por el Perú (UPP)                           |           | Marco de la Cruz Bustillos | Nacionalismo de izquierda Socialdemocracia                         | Nuevo            | Nuevo            |      |
|             | PHP         | Lista - Partido Humanista Peruano (PHP)                   |           | Marina Arias Janampa       | Humanismo Socialismo Ecosocialismo                                 | Nuevo            | Nuevo            |      |
|             | PD          | Lista - Pasco Dignidad (PD)                               |           | Orlando Campos Salvatierra | Regionalismo pasqueño                                              | Nuevo            | Nuevo            |      |
|             | PV          | Lista - Pasco Verde (PV)                                  |           | Kléver Meléndez Gamarra    | Regionalismo pasqueño                                              | Nuevo            | Nuevo            |      |

## Sondeos de opinión
La siguiente tabla enumera las estimaciones de la intención de voto en orden cronológico inverso, mostrando las más recientes primero y utilizando las fechas en las que se realizó el trabajo de campo de la encuesta. Cuando se desconocen las fechas del trabajo de campo, se proporciona la fecha de publicación.
Leyenda:
     Sondeo realizado en el periodo de prohibición legal de la difusión de sondeos de intención de voto.

### Primera vuelta

#### Intención de voto
La siguiente tabla enumera las estimaciones ponderadas (sin incluir votos en blanco y nulos) de la intención de voto.
| Encuestadora/Medio                    | Fecha      | Muestra | Teódulo Quispe | Kléver Meléndez | Wilfredo Bermúdez | Miguel Quispe | Herless Laureano | Edson Carbajal | Dif. |  |  |  |  |
| ------------------------------------- | ---------- | ------- | -------------- | --------------- | ----------------- | ------------- | ---------------- | -------------- | ---- |  |  |  |  |
| Encuestadora/Medio                    | Fecha      | Muestra |                |                 |                   |               |                  |                |      |  |  |  |  |
| Elecciones regionales de 2014         | 5 oct 2014 | —       | 23.7           | 22.3            | 10.8              | 10.2          | 8.4              | 7.5            | 1.4  |  |  |  |  |
|                                       |            |         |                |                 |                   |               |                  |                |      |  |  |  |  |
| Ipsos Perú/América                    | 5 oct 2014 | ?       | 27.6           | 22.8            | –                 | –             | –                | –              | 4.8  |  |  |  |  |
| Datum Internacional/Frecuencia Latina | 5 oct 2014 | ?       | 27.3           | 23.3            | 9.9               | –             | –                | 9.3            | 4.0  |  |  |  |  |
| Ipsos Perú/América                    | 5 oct 2014 | ?       | 27.0           | 23.3            | 10.7              | –             | –                | –              | 3.7  |  |  |  |  |
| Datum Internacional/Frecuencia Latina | 5 oct 2014 | ?       | 27.0           | 24.8            | 12.2              | 9.2           | –                | –              | 2.2  |  |  |  |  |

## Resultados

### Gobierno Regional de Pasco
| Candidatos           | Candidatos                 | Partidos y coaliciones                            | Primera vuelta 5 oct 2014 | Primera vuelta 5 oct 2014 | Balotaje 7 dic 2014 | Balotaje 7 dic 2014 |  |
| Candidatos           | Candidatos                 | Partidos y coaliciones                            | Votos                     | %                         | Votos               | %                   |  |
| -------------------- | -------------------------- | ------------------------------------------------- | ------------------------- | ------------------------- | ------------------- | ------------------- |  |
|                      | Teódulo Quispe Huertas     | Fuerza Popular (FP)                               | 28,090                    | 23.68                     | 56,364              | 50.46               |  |
|                      | Kléver Meléndez Gamarra    | Pasco Verde (PV)                                  | 26,417                    | 22.27                     | 55,336              | 49.54               |  |
|                      | Wilfredo Bermúdez Alvarado | Alianza para el Progreso (APP)                    | 12,853                    | 10.84                     |                     |                     |  |
|                      | Miguel Quispe Palomino     | Movimiento Regional Frente Andino Amazónico (FAA) | 12,093                    | 10.20                     |                     |                     |  |
|                      | Herless Laureano Mauricio  | Concertación en la Región (Concertación)          | 9,942                     | 8.38                      |                     |                     |  |
|                      | Marco de la Cruz Bustillos | Unión por el Perú (UPP)                           | 8,972                     | 7.56                      |                     |                     |  |
|                      | Edson Carbajal Shiraishi   | Somos Perú (SP)                                   | 8,855                     | 7.47                      |                     |                     |  |
|                      | Orlando Campos Salvatierra | Pasco Dignidad (PD)                               | 8,371                     | 7.06                      |                     |                     |  |
|                      | Ángel Ricra López          | Acción Popular (AP)                               | 2,178                     | 1.84                      |                     |                     |  |
|                      | Marina Arias Janampa       | Partido Humanista Peruano (PHP)                   | 834                       | 0.70                      |                     |                     |  |
|                      |                            |                                                   |                           |                           |                     |                     |  |
| Total                | Total                      | Total                                             | 118,605                   |                           | 111,700             |                     |  |
|                      |                            |                                                   |                           |                           |                     |                     |  |
| Votos válidos        | Votos válidos              | Votos válidos                                     | 118,605                   | 79.41                     | 111,700             | 88.93               |  |
| Votos en blanco      | Votos en blanco            | Votos en blanco                                   | 10,476                    | 7.01                      | 1,587               | 1.26                |  |
| Votos nulos          | Votos nulos                | Votos nulos                                       | 20,282                    | 13.58                     | 12,318              | 9.81                |  |
| Votos emitidos       | Votos emitidos             | Votos emitidos                                    | 149,363                   | 81.49                     | 125,605             | 68.53               |  |
| Abstenciones         | Abstenciones               | Abstenciones                                      | 33,933                    | 18.51                     | 57,691              | 31.47               |  |
| Votantes registrados | Votantes registrados       | Votantes registrados                              | 183,296                   |                           | 183,296             |                     |  |
|                      |                            |                                                   |                           |                           |                     |                     |  |
| Fuente:              |                            |                                                   |                           |                           |                     |                     |  |

### Consejo Regional de Pasco
|                                                                                                |                                                   |              |              |              |         |         |  |  |
| Partidos y coaliciones                                                                         | Partidos y coaliciones                            | Voto popular | Voto popular | Voto popular | Escaños | Escaños |  |  |
| Partidos y coaliciones                                                                         | Partidos y coaliciones                            | Votos        | %            | ±pp          | Total   | +/−     |  |  |
|                                                                                                | Fuerza Popular (FP)1                              | 23,079       | 23.35        | +8.71        | 3       | +2      |  |  |
|                                                                                                | Pasco Verde (PV)                                  | 16,657       | 16.85        | Nuevo        | 2       | +2      |  |  |
|                                                                                                | Movimiento Regional Frente Andino Amazónico (FAA) | 13,306       | 13.46        | n/a          | 2       | +2      |  |  |
|                                                                                                | Alianza para el Progreso (APP)                    | 12,706       | 12.86        | n/a          | 1       | +1      |  |  |
|                                                                                                | Somos Perú (SP)                                   | 11,233       | 11.37        | –16.17       | 1       | –2      |  |  |
|                                                                                                | Pasco Dignidad (PD)                               | 9,985        | 10.10        | Nuevo        | 0       | ±0      |  |  |
|                                                                                                | Unión por el Perú (UPP)                           | 7,958        | 8.05         | Nuevo        | 0       | ±0      |  |  |
|                                                                                                | Acción Popular (AP)                               | 3,914        | 3.96         | Nuevo        | 0       | ±0      |  |  |
|                                                                                                |                                                   |              |              |              |         |         |  |  |
| Total                                                                                          | Total                                             | 98,838       |              |              | 9       | ±0      |  |  |
|                                                                                                |                                                   |              |              |              |         |         |  |  |
| Votos válidos                                                                                  | Votos válidos                                     | 98,838       | 66.17        | –4.00        |         |         |  |  |
| Votos en blanco                                                                                | Votos en blanco                                   | 30,856       | 20.66        | –0.11        |         |         |  |  |
| Votos nulos                                                                                    | Votos nulos                                       | 19,669       | 13.17        | +4.11        |         |         |  |  |
| Votos emitidos                                                                                 | Votos emitidos                                    | 149,363      | 81.49        | –1.53        |         |         |  |  |
| Abstenciones                                                                                   | Abstenciones                                      | 33,933       | 18.51        | +1.53        |         |         |  |  |
| Votantes registrados                                                                           | Votantes registrados                              | 183,296      |              |              |         |         |  |  |
|                                                                                                |                                                   |              |              |              |         |         |  |  |
| Fuente:                                                                                        |                                                   |              |              |              |         |         |  |  |
| Notas al pie: 1 Comparado con los resultados de Fuerza 2011 (F2011) en las elecciones de 2010. |                                                   |              |              |              |         |         |  |  |
| Notas al pie:                                                                                  |                                                   |              |              |              |         |         |  |  |
| 1 Comparado con los resultados de Fuerza 2011 (F2011) en las elecciones de 2010.               |                                                   |              |              |              |         |         |  |  |

### Autoridades electas
| Cargo                                                    | Autoridad electa | Autoridad electa       | Partido político | Partido político                            |
| -------------------------------------------------------- | ---------------- | ---------------------- | ---------------- | ------------------------------------------- |
| Presidente Regional de Pasco                             |                  | Teódulo Quispe Huertas |                  | Fuerza Popular                              |
| Vicepresidente Regional de Pasco                         |                  | Rubén Tejada Ramos     |                  | Fuerza Popular                              |
| Consejero Regional de Pasco (por Daniel Alcides Carrión) |                  | Gerson Grijalva Santos |                  | Alianza para el Progreso                    |
| Consejera Regional de Pasco (por Oxapampa)               |                  | Nelly Meza Mariani     |                  | Pasco Verde                                 |
| Consejero Regional de Pasco (por Oxapampa)               |                  | Edison Ccorahua Tito   |                  | Somos Perú                                  |
| Consejero Regional de Pasco (por Oxapampa)               |                  | Percy Peralta Huatuco  |                  | Fuerza Popular                              |
| Consejera Regional de Pasco (por Oxapampa)               |                  | Melida Lozano Palacín  |                  | Movimiento Regional Frente Andino Amazónico |
| Consejero Regional de Pasco (por Pasco)                  |                  | Juan Galarza Vega      |                  | Fuerza Popular                              |
| Consejera Regional de Pasco (por Pasco)                  |                  | Blanca Colca Aguilar   |                  | Fuerza Popular                              |
| Consejero Regional de Pasco (por Pasco)                  |                  | Héctor Gora Medrano    |                  | Pasco Verde                                 |
| Consejero Regional de Pasco (por Pasco)                  |                  | Froilán Robles Zelada  |                  | Movimiento Regional Frente Andino Amazónico |